# Návrhový workshop
Návrhový workshop (design workshop) slouží k pracovnímu setkání malých skupin profesionálů a laiků. Jeho účelem je společná tvůrčí práce při navrhování a plánování, např. při územním plánováním obce, před rekonstrukcí náměstí, parku apod. Základním využitím návrhového workshopu je zapojení veřejnosti do řešení problémů města, obce či vlastní ulice. Využívají jej však také úzké skupiny profesionálů, např. architekti při návrzích na využití veřejných prostranství.
Účastníci jsou rozděleni do malých skupin vedených facilitátorem a diskutují nad připravenými podklady (fyzický model, výkres, mapa apod.). Každý účastník je povzbuzován, aby rozvíjel své vlastní nápady úpravou modelu, namalováním návrhu nebo slovními připomínkami. Workshop se dá uskutečnit v rámci tzv. plánovacího dne a je součástí skupiny metod a technik akčního plánování, které lze chápat jako podmnožinu technik zapojování veřejnosti do řídících a rozhodovacích procesů veřejné správy.
Návrhový workshop není navázán na stejnojmennou architektonickou firmu (Design Workshop).

## Provedení workshopu (varianta se zapojením laické veřejnosti)
Uspořádání: Lidé si vyberou skupinku, v níž chtějí působit (někteří mohou být „předvybráni“, aby se zkvalitnily výsledky). Vedoucí každé skupinky čili facilitátor je předem vybrán a zaškolen pořadatelem. Ve skupině dále může být přítomen zapisovatel.
1. Úvod ve skupině: Facilitátor všechny požádá, aby se stručně představili (10 min.), může být i anonymní
2. Předmět diskuse: Na začátku každý napíše na samostatný papír nebo na jednotlivé lístky 3-5 návrhů, které se vztahují k danému tématu. Lze řešit též skupinovým brainstormingem (10 min.)
3. Upřesnění návrhů a jejich umístění na jeden papír nebo tabuli (15 min.)
4. Návrh na další postup: Rozdělení návrhů dle termínu provedení na „teď” a „později” (30 min.), příp. podle připravenosti (okamžitě proveditelné A, proveditelné po větší přípravě B, zatím neproveditelné C)
5. Hlubší diskuse: individuální nebo skupinové rozvíjení 1 - 5 vybraných návrhů (po celou dobu jsou lidé povzbuzování, aby kreslili, zapisovali apod.) (15 – 45 min)
6. Referování o výsledku jedním nebo několika účastníky na „plenárním“ zasedání všech Doba trvání: 1,5 – 2,5 hod. Ideální počet účastníků ve skupině: 6-10 osob

## Potřebné vybavení
- na stole nebo na tabuli: základní plán nebo čistý papír

- na stole: velké archy papíru, bloky A4, různé druhy popisovačů a tužek, lepicích pásek, nálepek post-it
- po straně: prezenční listina, fotografie, značkovače, tabule nebo šňůra, na kterou se dají připevňovat různé papíry atd.